# Mannerstråle
Mannerstråle är en finländsk släkt från Ingermanland och Åland. Den hette förut Neüman, och adlades 1759. Den introducerades på Sveriges riddarhus år 1776, som adlig släkt nummer 2 069.
Kommerserådet i kommerskollegiet Johan Julius Vult von Steijerns svärsöner, assessorn Åke Henrik Frese, överdirektören Johan Vilhelm Neüman och löjtnanten Georg Hysing, blev adlades samtidigt den 21 december 1759. Då riksrådet inte accepterade att svärsönerna adlats till svärfaderns namn och ättenummer behövde deras värdighet bekräftas. Frese kom dock aldrig att introduceras.
Neümans och Hysings adoption och adelskap bekräftades först den 23 januari 1770, de bildade då den helt egna ätten nr 2 069 och gemensamt namnet Mannerstråle. Sköldebrev utfärdades den 29 maj 1773 och de båda introducerades i riddarhuset den 30 april 1776.
Den Neümanska ättegrenen fortlever i Sverige, men den i Finlands boende Hysingska ättegrenen – som immatrikulerades den 30 januari 1818 som nummer 148 – dog ut den 22 september 1823. Det var den senare ättegrenen som härstammade från Åland.